# 舩木翔
舩木翔（1998年4月13日—），日本足球運動員，前日本23歲以下國家足球隊成員。現效力於日職球隊大阪櫻花。

## 俱乐部生涯
2017年，舩木翔在大阪櫻花开始足球生涯。

## 日本國家足球隊
舩木翔参加了2017年U-20世界盃。

## 外部連結
- （日語）J.League Data Site （页面存档备份，存于）